# Szczelina w Zbędowych Skałach Pierwsza
Szczelina w Zbędowych Skałach Pierwsza – obiekt jaskiniowy w Dolinie Będkowskiej na Wyżynie Olkuskiej będącej częścią Wyżyny Krakowsko-Częstochowskiej. Administracyjnie znajduje się we wsi Łazy, w gminie Jerzmanowice-Przeginia, w powiecie krakowskim, w województwie małopolskim.

## Opis obiektu
Znajduje się na szczelinie w skałach Zbędowego Murku w bocznym wąwozie będącym orograficznie prawym odgałęzieniem Doliny Będkowskiej. Jest to wąwóz opadający z zabudowanych terenów wsi Łazy do dna Doliny Będkowskiej i mający wylot około 300 m powyżej wąwozu, którym prowadzi asfaltowa droga z dna Doliny Będkowskiej do Łazów. Zbędowy Murek znajduje się  blisko obrzeża lasu. Nazwa obiektu jaskiniowego jest myląca, odnosi się bowiem do Zbędowych Skał, tymczasem Zbędowe Skały to inne skały, znajdujące się w sąsiednim na południe wąwozie, którym prowadzi asfaltowa droga.
Szczelina znajduje się powyżej łatwego progu o wysokości około 2,5 m, jest ciasna, ale głęboka. Powstała na pęknięciu późnojurajskich skał zbudowanych ze skalistego wapienia. Jest sucha i widna. Na jej spągu znajduje się wapienny gruz zmieszany z próchnicą. Ściany porastają glony, mchy, porosty i paprocie.
Szczelina została po raz pierwszy opisana przez J. Nowaka, on też w grudniu 2012 r. sporządził jej plan i przekrój.
W Zbędowym Murku znajduje się jeszcze Szczelina w Zbędowych Skałach Druga. 

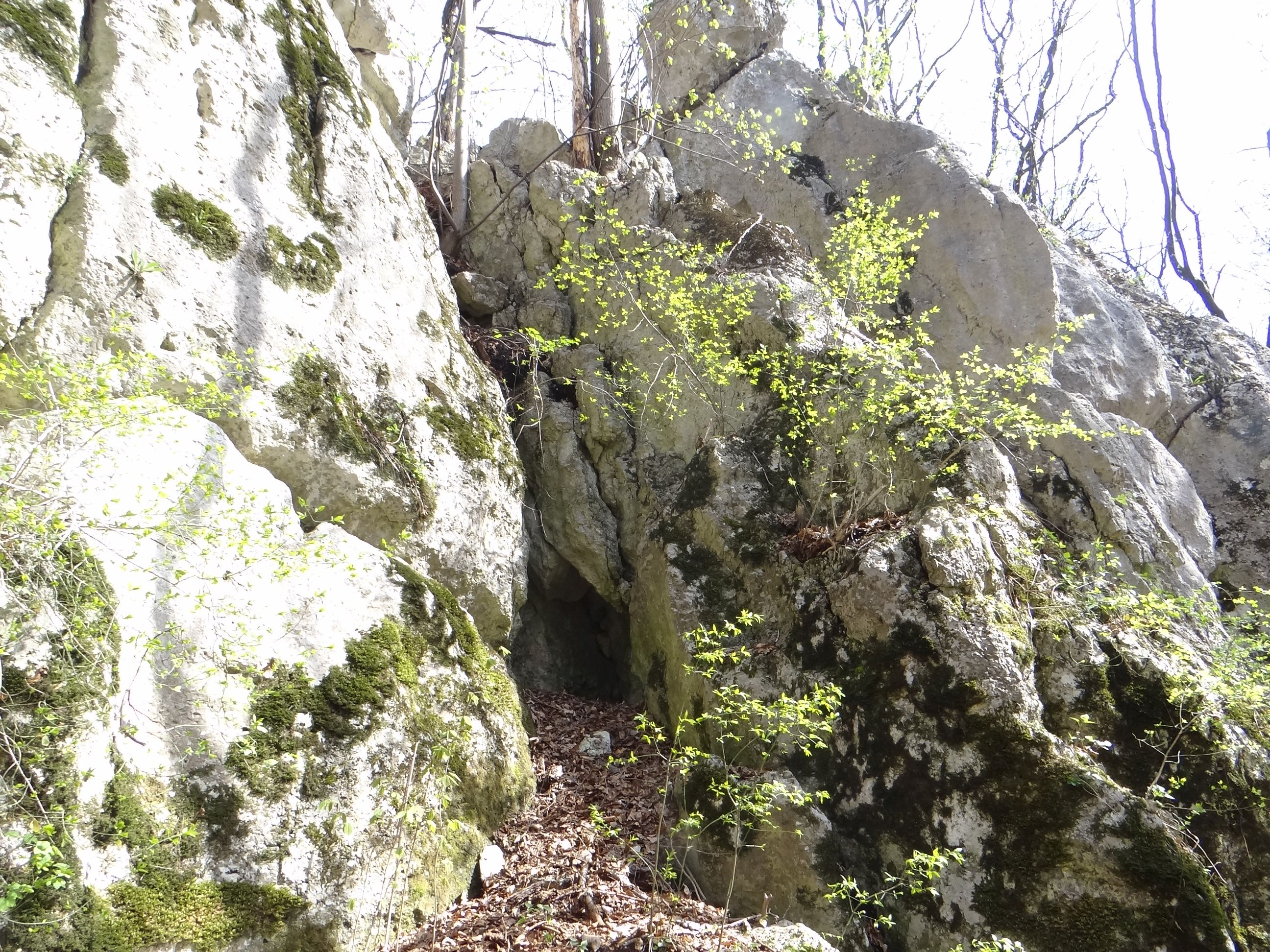